# Jatka na Montmartru
Jatka na Montmartru (francouzsky abattoirs de Montmartre), nazývaná také jatka Rochechouart (francouzsky abattoirs de Rochechouart) byla jedněmi z pěti jatek zřízených Napoleonem Bonapartem, aby z hygienických důvodů nahradila všechna ostatní zařízení v Paříži.

## Poloha
Jatka na Montmartru byla postavena na velkém pozemku vymezeném stranou lichých čísel bulváru Rochechouart, Rue Beauregard (dnes Rue Lallier), Avenue Trudaine a Rue de Rochechouart.
Na tomto místě se nachází Lycée Jacques-Decour a Place d'Anvers.

## Historie
Jatka na Montmartru vznikla na základě výnosu z 9. února 1810. Jako náhradu za množství porážek, které se konaly v Paříži, se Napoleon I. rozhodl z hygienických důvodů vytvořit pět hlavních jatek mimo hranice tehdejší Paříže: tři na pravém břehu Seiny a dvoje na levém břehu. Výstavba začala 25. března 1810 a skončila v roce 1818. 15. září téhož roku bylo zakázáno vhánět dobytek do města Paříže.
Jatka na Montmartru měla rozlohu 37 000 m2 a byla rozčleněna do několika nádvoří.
Jatka byla zbořena v roce 1867 po výstavbě jatek v La Villette. V roce 1876 v tomto prostoru vzniklo Lycée Jacques-Decour a Place d'Anvers.